# Sportovní gymnastika na Letních olympijských hrách 1928
Sportovní gymnastika na Letních olympijských hrách 1928.

## Medailisté

### Muži
| Soutěž                | Zlato | Stříbro | Bronz |
| --------------------- | --- | --- | --- |
| Víceboj – jednotlivci | Georges Miez · Švýcarsko (SUI) | Hermann Hänggi · Švýcarsko (SUI) | Leon Štukelj · Jugoslávie (YUG) |
| Víceboj – družstva    | Švýcarsko (SUI) · Hans Grieder · August Güttinger · Hermann Hänggi · Eugen Mack · Georges Miez · Otto Pfister · Eduard Steinemann · Melchior Wezel | Československo (TCH) · Josef Effenberger · Jan Gajdoš · Jan Koutný · Emanuel Löffler · Bedřich Šupčík · Ladislav Tikal · Ladislav Vácha · Václav Veselý | Jugoslávie (YUG) · Edvard Antosiewicz · Dragutin Cioti · Stane Derganc · Boris Gregorka · Anton Malej · Ivan Porenta · Josip Primožič · Leon Štukelj |
| Hrazda                | Georges Miez · Švýcarsko (SUI) | Romeo Neri · Itálie (ITA) | Eugen Mack · Švýcarsko (SUI) |
| Bradla                | Ladislav Vácha · Československo (TCH) | Josip Primožič · Jugoslávie (YUG) | Hermann Hänggi · Švýcarsko (SUI) |
| Kůň našíř             | Hermann Hänggi · Švýcarsko (SUI) | Georges Miez · Švýcarsko (SUI) | Heikki Savolainen · Finsko (FIN) |
| Kruhy                 | Leon Štukelj · Jugoslávie (YUG) | Ladislav Vácha · Československo (TCH) | Emanuel Löffler · Československo (TCH) |
| Přeskok               | Eugen Mack · Švýcarsko (SUI) | Emanuel Löffler · Československo (TCH) | Stane Derganc · Jugoslávie (YUG) |

### Ženy
| Soutěž             | Zlato | Stříbro | Bronz |
| ------------------ | --- | --- | --- |
| Víceboj – družstva | Nizozemsko (NED) · Estella Agsteribbe · Jacomina van den Berg · Alida van den Bos · Petronella Burgerhof · Elka de Levie · Helena Nordheimová · Ans Polak · Petronella van Randwijk · Hendrika van Rumt · Jud Simons · Jacoba Stelma · Anna van der Vegt | Itálie (ITA) · Bianca Ambrosetti · Lavinia Gianoni · Luigina Giavotti · Virginia Giorgi · Germana Malabarba · Clara Marangoni · Luigina Perversi · Diana Pizzavini · Luisa Tanzini · Carolina Tronconi · Ines Vercesi · Rita Vittadini | Velká Británie (GBR) · Annie Broadbent · Lucy Desmond · Margaret Hartley · Amy Jagger · Isobel Judd · Jessie Kite · Marjorie Moreman · Edith Pickles · Ethel Seymour · Ada Smith · Hilda Smith · Doris Woods |

## Přehled medailí
| Pořadí | Země                 | Zlato | Stříbro | Bronz | Celkově |
| ------ | -------------------- | ----- | ------- | ----- | ------- |
| 1.     | Švýcarsko (SUI)      | 5     | 2       | 2     | 9       |
| 2.     | Československo (TCH) | 1     | 3       | 1     | 5       |
| 3.     | Jugoslávie (YUG)     | 1     | 1       | 3     | 5       |
| 4.     | Nizozemsko (NED)     | 1     | 0       | 0     | 1       |
| 5.     | Itálie (ITA)         | 0     | 2       | 0     | 2       |
| 6.     | Finsko (FIN)         | 0     | 0       | 1     | 1       |
| 6.     | Velká Británie (GBR) | 0     | 0       | 1     | 1       |
| Celkem | Celkem               | 8     | 8       | 8     | 24      |